# Председник Европског парламента
Председник Европског парламента председава дебатама и активностима Европског парламента. Такође представља парламент у Европској унији (ЕУ) и на међународном нивоу. За доношење већине закона ЕУ и буџета ЕУ потребан је потпис председника.
Председник служи мандат 2,5 године, обично подељен између две главне политичке странке. Од оснивања Парламента 1952. године било је 30 председника, од којих је 17 служило од првих парламентарних избора 1979. Три председника су биле жене и већина је дошла из старијих држава чланица.